# 1. deild islandzka w piłce nożnej (1977)
Sezon 1977 był 66. sezonem o mistrzostwo Islandii. Drużyna Valur nie obroniła tytułu mistrzowskiego, zdobył go natomiast zespół Akraness, zdobywając dwadzieścia osiem punktów w osiemnastu meczach. Po sezonie spadły zespoły KR i Þór Akureyri.

## Drużyny
Po sezonie 1976 z ligi spadł zespół Þróttur Reykjavík, z 2. deild awansowały natomiast drużyny ÍB Vestmannaeyja i Þór Akureyri.
| Uczestnicy poprzedniej edycji                                                                                 | Uczestnicy poprzedniej edycji | Uczestnicy poprzedniej edycji | Uczestnicy poprzedniej edycji |
| --- | ----------------------------- | ----------------------------- | ----------------------------- |
| VAL | Valur                         | 1                             |                               |
| FRA | Fram                          | 2                             |                               |
| ÍA | Akraness                      | 3                             |                               |
| VÍR | Víkingur Reykjavík            | 4                             |                               |
| BRE | Breiðablik                    | 5                             |                               |
| ÍBK | Keflavík                      | 6                             |                               |
| KRE | KR                            | 7                             |                               |
| FH | FH                            | 8                             |                               |
| Awans z 2. deild                                                                                              |                               |                               |                               |
| ÍBV | ÍB Vestmannaeyja              | 1                             |                               |
| ÞÓR | Þór Akureyri                  | 2                             |                               |
| Oznaczenia: - kolumna pierwsza – skróty nazw drużyn, - kolumna trzecia – miejsce zajęte w poprzednim sezonie. |                               |                               |                               |

## Tabela
| Lp. | Drużyna            | M  | Z  | R | P  | Bramki | Bramki | Różn. | Pkt | Uwagi                                    |
| --- | ------------------ | -- | -- | - | -- | ------ | ------ | ----- | --- | ---------------------------------------- |
| 1   | Akraness (M)       | 18 | 13 | 2 | 3  | 35     | 13     | +22   | 28  | Puchar Europy • I runda                  |
| 2   | Valur              | 18 | 11 | 5 | 2  | 38     | 18     | +20   | 27  | Puchar Zdobywców Pucharów • 1/16 finału1 |
| 3   | ÍB Vestmannaeyja   | 18 | 9  | 3 | 6  | 27     | 18     | +9    | 21  | Puchar UEFA • 1/32 finału                |
| 4   | Keflavík           | 18 | 8  | 4 | 6  | 29     | 28     | +1    | 20  |                                          |
| 5   | Víkingur Reykjavík | 18 | 6  | 8 | 4  | 22     | 23     | −1    | 20  |                                          |
| 6   | Breiðablik         | 18 | 7  | 4 | 7  | 27     | 26     | +1    | 18  |                                          |
| 7   | FH                 | 18 | 5  | 6 | 7  | 26     | 30     | −4    | 16  |                                          |
| 8   | Fram               | 18 | 4  | 6 | 8  | 24     | 35     | −11   | 14  |                                          |
| 9   | KR (S)             | 18 | 3  | 4 | 11 | 24     | 34     | −10   | 10  | Spadek do 2. deild                       |
| 10  | Þór Akureyri (S)   | 18 | 2  | 2 | 14 | 21     | 48     | −27   | 6   | Spadek do 2. deild                       |

## Wyniki
| Gospodarz \ Gość   | ÍA  | BRE | FRA | FH  | KRE | ÍBK | VAL | ÍBV | VÍR | ÞÓR |
| Akraness           |     | 2:0 | 4:2 | 1:0 | 1:0 | 4:1 | 1:4 | 3:0 | 1:1 | 3:0 |
| Breiðablik         | 1:0 |     | 4:1 | 1:1 | 1:2 | 1:1 | 4:3 | 1:3 | 1:1 | 0:1 |
| Fram               | 1:2 | 1:4 |     | 1:4 | 1:1 | 3:2 | 0:0 | 0:2 | 0:1 | 3:1 |
| FH                 | 0:0 | 0:2 | 0:3 |     | 5:4 | 1:2 | 1:1 | 2:0 | 1:4 | 5:2 |
| KR                 | 0:2 | 1:2 | 1:1 | 2:2 |     | 0:2 | 0:3 | 1:2 | 0:2 | 6:0 |
| Keflavík           | 0:4 | 3:2 | 2:2 | 0:0 | 4:2 |     | 1:2 | 1:0 | 3:0 | 3:2 |
| Valur              | 0:2 | 3:0 | 3:3 | 1:0 | 2:1 | 0:0 |     | 2:0 | 4:0 | 4:2 |
| ÍB Vestmannaeyja   | 0:1 | 0:0 | 3:0 | 4:1 | 2:0 | 3:2 | 0:1 |     | 2:2 | 2:1 |
| Víkingur Reykjavík | 0:3 | 2:0 | 0:1 | 1:1 | 0:0 | 1:0 | 3:3 | 0:0 |     | 3:2 |
| Þór Akureyri       | 3:1 | 1:3 | 1:1 | 1:2 | 2:3 | 1:2 | 0:2 | 0:4 | 1:1 |     |

Źródło:  (ang.)
Objaśnienia:
1Drużyna gospodarzy jest wymieniona po lewej stronie tabeli.
Kolory: zielony – zwycięstwo gospodarzy, żółty – remis, różowy – zwycięstwo gości.

## Najlepsi strzelcy
| Bramki | Strzelcy               | Drużyna          |
| ------ | ---------------------- | ---------------- |
| 16     | Pétur Pétursson        | Akraness         |
| 15     | Ingi Björn Albertsson  | Valur            |
| 12     | Sigurlás Þórleifsson   | ÍB Vestmannaeyja |
| 8      | Sumarliði Guðbjartsson | Fram             |
| 8      | Tómas Pálsson          | ÍB Vestmannaeyja |
| 8      | Sigþór Ómarsson        | Þór Akureyri     |
| 7      | Atli Eðvaldsson        | Valur            |